# Washington State Route 14
Pour les articles homonymes, voir Route 14.

Washington State Route 14

La State Route 14, également appelée Lewis and Clark Highway, est une route d'État dans l'État de Washington, aux États-Unis.
Elle s'étend sur environ 290 kilomètres à partir de sa jonction avec l'autoroute Interstate 5 à Vancouver dans l'ouest, jusqu'à une jonction avec l'Interstate 82 et l'U.S. Route 395 dans l'est.
Elle passe dans la gorge du Columbia.